# Eurypetalum
Eurypetalum là một chi thực vật có hoa trong họ Đậu.